# フィアット G.18
フィアット G.18
- 用途：旅客機
- 設計者：ジュゼッペ・ガブリエッリ
- 製造者：フィアット
- 初飛行：1935年3月18日
- 生産数：9機

フィアット G.18は、1930年代中頃に開発されたイタリアの輸送機である。

## 設計と開発
G.18は2基エンジンを主翼に配置した保守的な低翼単葉機であり、尾輪式の降着装置の主車輪の主要部分はナセルに引き込まれたが車輪の1部は露出されたままだった。客室には18名の乗客が搭乗できた。
3機のG.18が1936年の初めにフィアット自身の航空会社Avio Linee Italiane (ALI)に就航し、本機はアンダーパワーであるという評価を得た。フィアットは翌年に改良モデルであるG.18Vでこれに応えて、ALIは第二次世界大戦が始まるまでヨーロッパ路線で運行した。
1940年6月にALIはイタリア空軍（the Regia Aeronautica）の指揮下に入り、G.18は輸送任務に投入された。1940年11月には対ギリシャ戦の一環でアルバニアへ兵員を運んだ。
イタリアが休戦した時点で作戦運用可能な機体は僅か1機しか残っておらず、別の3機はナチス・ドイツに接収され5機目は残存するイタリア社会共和国軍で使用された。イタリア社会共和国軍で使用された機体は1944年4月30日にブレッソの飛行場で弾薬を積み込み中に滑走路上で爆発し、飛行場に甚大な損害を与えた。

## 派生型
- G.18：フィアット A.59 エンジンを装備したオリジナルモデル。3機製造。
- G.18V：フィアット A.80 エンジンを装備した改良モデル。6機製造。

## 運用
イタリア王国
- Avio Linee Italiane (ALI)
- イタリア空軍

## 要目
（G.18V）
- 乗員：3名
- 搭乗可能乗客数：乗客18名
- 全長：18.81 m (61 ft 9 in)
- 全幅：25.00 m (82 ft 1 in)
- 全高：5.01 m (16 ft 5 in)
- 翼面積：88.3 m² (950 ft²)
- 空虚重量：7,200 kg (15,900 lb)
- 全備重量：10,800 kg (23,800 lb)
- 最高速度：400 km/h (250 mph)
- 巡航高度：8,700 m (28,600 ft)
- 航続距離：1,675 km (1,041 miles)
- 上昇率：4.8 m/s (944 ft/min)
- エンジン：2 * フィアット A.80 18気筒 空冷 星型エンジン 750 kW (1,000 hp)